# José Peleteiro
José Ignacio Peleteiro Ramallo (ur. 16 czerwca 1991 w A Pobra do Caramiñal) – hiszpański piłkarz występujący na pozycji pomocnika.

## Życiorys

### Kariera klubowa
Od 2010 był zawodnikiem klubów: Celta Vigo B (Segunda División B), Celta Vigo (Segunda División, Primera División), Real Madryt Castilla (wypożyczenie), SD Eibar (wypożyczenie), Brentford (EFL Championship, Anglia; kwota odstępnego 1,50 mln euro), Birmingham City (kwota odstępnego 6,50 mln euro) i Aston Villa (Premier League; kwota odstępnego 4,50 mln euro).

## Sukcesy

### Klubowe
SD Eibar
- Zwycięzca Segunda División: 2013/2014[4]